# Sizergh Castle

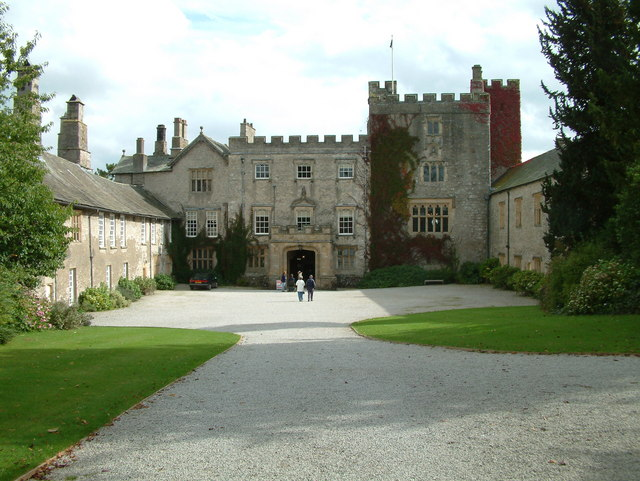
Sizergh Castle, Pele-Tower und Tudor-House

Sizergh Castle & Garden ist eine Burg und ein Herrenhaus sowie großzügige Gartenanlage in Sizergh, Cumbria in Nordengland. Es liegt ungefähr vier Meilen südlich von Kendal und gehört zu den schützenswerten Anlagen des National Trust.
Durch eine Schenkung König Heinrich II. in den 1170er Jahren kam die Familie Gervase Deincourt in den Besitz des Landes. Durch die Heirat von Elizabeth Deincourt mit Sir William de Stirkeland im Jahre 1239 ging der gesamte Besitz in die Hände der Familie Strickland, die es bis zu ihrer Stiftung im Jahre 1950 an den National Trust besaß. Die Familie bewohnt das Gelände noch immer.
Das Herzstück der mittelalterlichen Burg ist der aus dem 14. Jahrhundert stammende Pele Tower (eine Art Bergfried), der vom Tudor House umgeben ist. Der Turm ist über 20 Meter hoch und seine Mauern sind 3 Meter dick. Um 1450 kamen die Große Halle und zwei weitere Gebäudeflügel hinzu, die das Leben komfortabler machten. In Elisabethanischer Zeit war das Gebäude mit Eichenmöbeln und eichener Wand- und Deckenvertäfelung ausgestattet, die zum Teil mit aufwändiger Intarsienarbeit verziert waren. Ein Teil der Einrichtungsgegenstände befinden sich heute im Victoria and Albert Museum. Zum Ende des 20. Jahrhunderts begann das Museum, die Vertäfelungen zu restaurieren. Bereits 1770 wurde die große Halle im Georgianischem Stil erweitert.
Wie vielen anderen mittelalterlichen Burgen sagt man auch Sizergh Castle ein Gespenst nach. Man erzählt sich, dass die Burglady verhungerte, nachdem ihr Mann sie in einen Raum einsperrte und die Burg für längere Zeit verließ. Es heißt, man höre sie gelegentlich schreien.

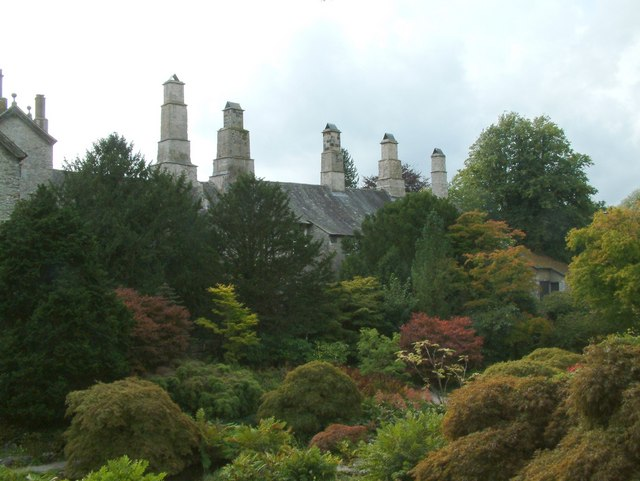
Sizergh Castle und ein Teil des Gartens

Das ganze Gelände umfasst rund 6,4 Quadratkilometer (640 Hektar), zu innerst liegt der Garten mitsamt zwei Seen sowie ein in jüngster Zeit preisgekrönter Steingarten. Dieser Besitz datiert von 1336, als eine Genehmigung Edward III. Sir Walter Strickland gestattete, das Land um Sizergh herum als seinen exklusiven Park zu umgeben. Der 1926 hinzugekommene Steingarten ist der größte Kalkstein-Steingarten, der zum National Trust gehört. Der Garten ist Teil der National Collection of hardy ferns (Farngewächse) und für seine Gestaltung durch Anpflanzung der Gewächse mit unterschiedlichen Blattfarben und -formen bekannt.

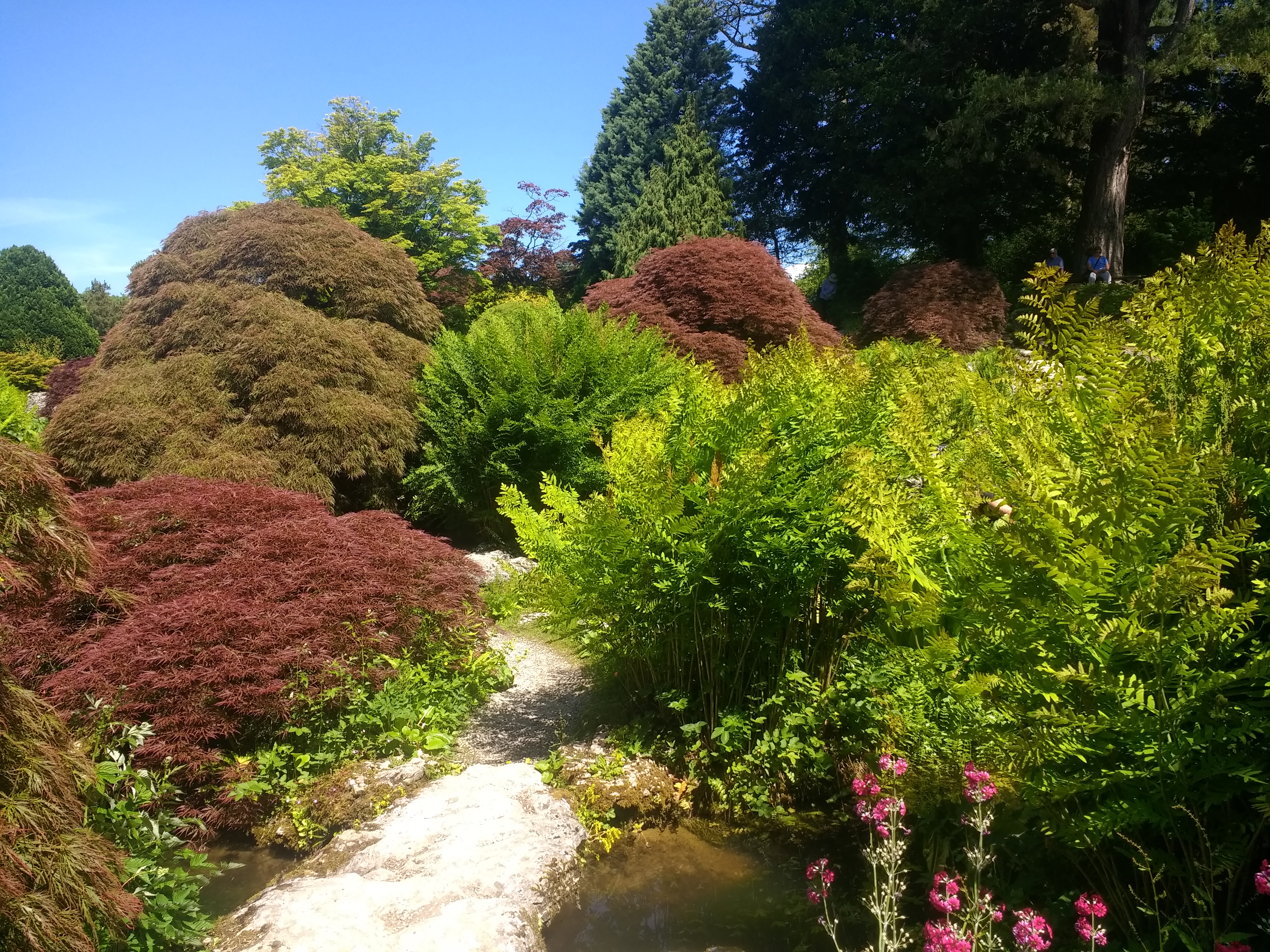
Steingarten von Sizergh Castle mit typisch dargestellten unterschiedlichen Blattfarben der Gewächse

In der Burg sind einige Gemälde zu sehen, unter anderem ein Porträt der Königin Mary und ihrer Tochter Prinzessin Louisa Maria von Alexis Simon Belle.
Jährlich von April bis Oktober sind Teile der Gebäude und der Gartenanlage gegen Entgelt für die Öffentlichkeit freigegeben.